# Buzignargues
Buzignargues (okzitanisch: Businhargues) ist eine französische Gemeinde mit 373 Einwohnern (Stand: 1. Januar 2022) im Département Hérault in der Region Okzitanien. Sie gehört zum Arrondissement Lodève und zum Kanton Saint-Gély-du-Fesc. Die Einwohner werden Busignargais genannt.

## Geographie
Buzignargues liegt etwa 20 Kilometer nordöstlich von Montpellier am Fluss Bénovie. Umgeben wird Buzignargues von den Nachbargemeinden Galargues im Norden und Osten, Saint-Hilaire-de-Beauvoir im Süden und Südosten, Montaud im Süden und Südwesten sowie Saint-Bauzille-de-Montmel im Westen.

## Bevölkerungsentwicklung
| Bevölkerungsentwicklung | Bevölkerungsentwicklung | Bevölkerungsentwicklung | Bevölkerungsentwicklung | Bevölkerungsentwicklung | Bevölkerungsentwicklung | Bevölkerungsentwicklung | Bevölkerungsentwicklung | Bevölkerungsentwicklung |
| ----------------------- | ----------------------- | ----------------------- | ----------------------- | ----------------------- | ----------------------- | ----------------------- | ----------------------- | ----------------------- |
| Jahr                    | 1962                    | 1968                    | 1975                    | 1982                    | 1990                    | 1999                    | 2006                    | 2017                    |
| Einwohner               | 133                     | 117                     | 124                     | 151                     | 160                     | 199                     | 243                     | 337                     |

## Sehenswürdigkeiten
- romanische Kirche Saint-Nazaire-et-Saint-Celse aus dem 11. Jahrhundert, seit 1981 Monument historique